# Wasilij Cyblijew
Wasilij Wasiljewicz Cyblijew (ros. Васи́лий Васи́льевич Цибли́ев; ur. 20 lutego 1954 we wsi Oriechowka w rejonie kirowskim obwodu krymskiego) – rosyjski lotnik wojskowy i kosmonauta, generał porucznik, Bohater Federacji Rosyjskiej (1994).

## Życiorys
W 1971 skończył szkołę średnią, a w 1975 Wyższą Wojskową Szkołę Lotniczą dla Pilotów im. S.I. Gricewca (ВВАУЛ) w Charkowie, służył w pułku dywizji lotniczej 61 Korpusu Lotnictwa Myśliwskiego 16 Armii w Grupie Wojsk Radzieckich w Niemczech, w sierpniu 1979 został dowódcą klucza, od listopada 1980 służył w Odeskim Okręgu Wojskowym. Latał na sześciu typach samolotów, wykonał ponad sto lotów spadochronowych. W latach 1984–1987 studiował w Akademii Wojskowo-Powietrznej w Monino, w lipcu 1987 został włączony do grupy kosmonautów, od grudnia 1987 do lipca 1989 przechodził przygotowanie ogólne, a od sierpnia 1989 do lutego 1991 przygotowanie do lotu na stację kosmiczną Mir w składzie grupy kosmonautów. Początkowo był w załodze dublującej (rezerwowej), a od listopada 1993 w głównej. Od 1 lipca 1993 do 14 stycznia 1994 odbywał swój pierwszy lot kosmiczny jako dowódca statku Sojuz TM-17 i stacji kosmicznej Mir wraz z Aleksandrem Sieriebrowem, Francuzem Jeanem-Pierre Haigneré, Giennadijem Manakowem, Aleksandrem Poleszczukiem, Wiktorem Afanasjewem, Jurijem Usaczowem i Walerijem Polakowem; podczas pobytu na stacji pięć razy wychodził w otwarty kosmos. Spędził wówczas w kosmosie 196 dni, 17 godzin, 45 minut i 22 sekundy.
W lutym 1995 został mianowany zastępcą dowódcy grupy kosmonautów, w kwietniu 1995 został dowódcą drugiej załogi (dublującej) programu 21 Ekspedycji na stację Mir, a w marcu 1996 dowódcą głównej załogi statku w programie 23 Ekspedycji na stację Mir. Od 10 lutego do 18 sierpnia 1997 wykonywał swój drugi lot kosmiczny jako dowódca statku Sojuz TM-25 i stacji Mir wraz z Aleksandrem Łazutkinem; podczas pobytu raz wykonał kosmiczny spacer trwający 19 godzin i 11 minut. Spędził w kosmosie 184 dni, 22 godziny, 7 minut i 40 sekund.
Łącznie spędził w kosmosie 381 dni, 15 godzin, 53 minut i 2 sekundy. 16 grudnia 2004 otrzymał rangę generała porucznika. Ma stopień kandydata nauk technicznych. Jest autorem i współautorem ponad 30 prac naukowych.

## Odznaczenia
- Bohater Federacji Rosyjskiej (14 stycznia 1994)
- Order „Za zasługi dla Ojczyzny” III klasy (10 kwietnia 1998)
- Medal „Za zasługi bojowe”
- Lotnik-Kosmonauta Federacji Rosyjskiej
- Medal Za Umacnianie Braterstwa Broni (Bułgaria)

I medal NASA.
- Universal Astronaut Insignia za lot orbitalny (nr 296) – Stowarzyszenie Uczestników Lotów Kosmicznych (Association of Space Explorers(inne języki))[1]